# Molauer Land
Molauer Land település Németországban, azon belül Szász-Anhalt tartományban. Lakosainak száma 981 fő (2023. december 31.). Molauer Land Schkölen és Mertendorf községekkel határos.

## Népesség
A település népességének változása:
| Lakosok száma | 1117 | 1049 | 1049 | 1024 | 1013 | 981  |
|               | 2015 | 2017 | 2019 | 2021 | 2022 | 2023 |